# Widerøe

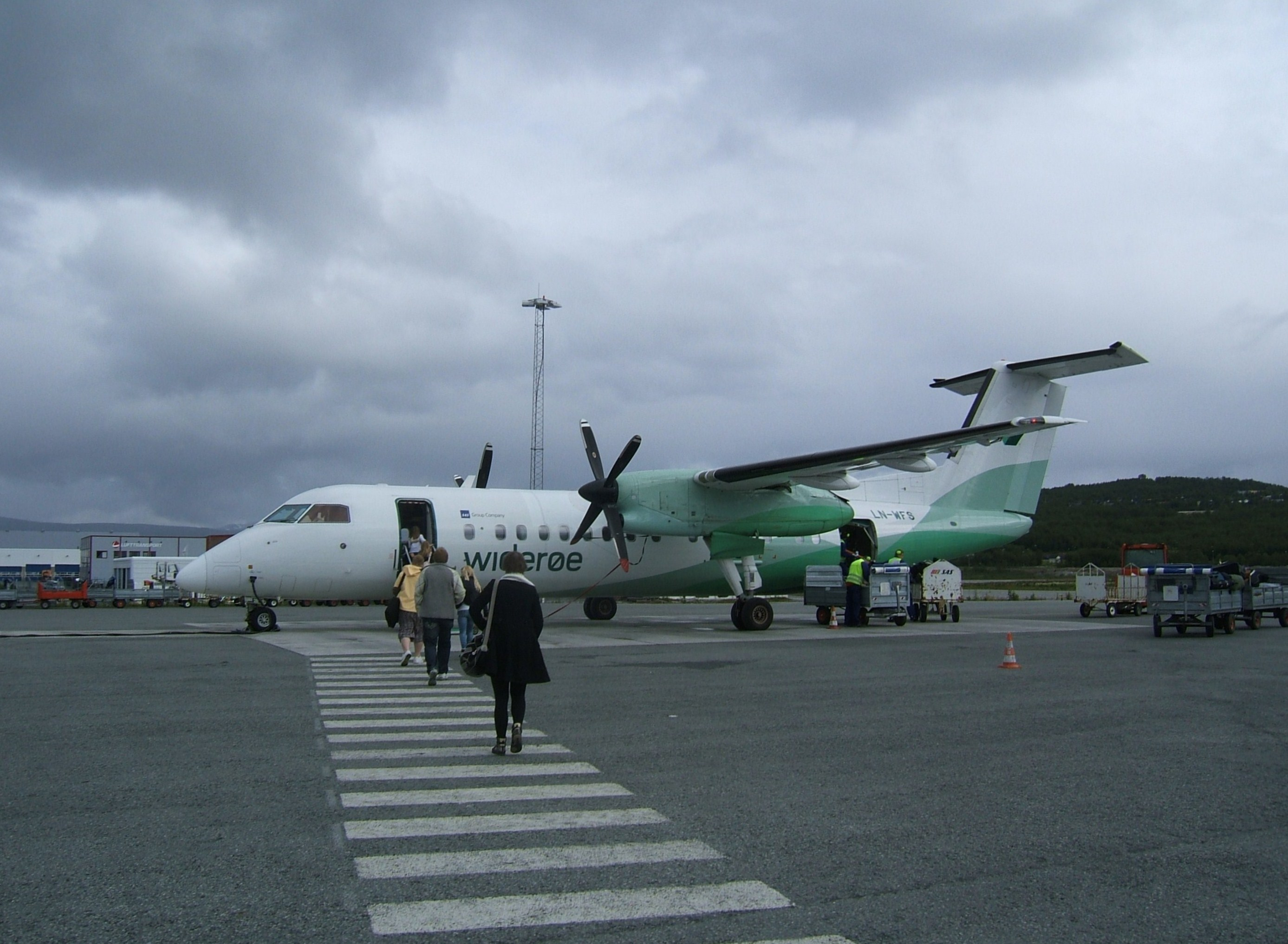
Passagerare kliver ombord på en Dash 8-300 på Tromsø flygplats

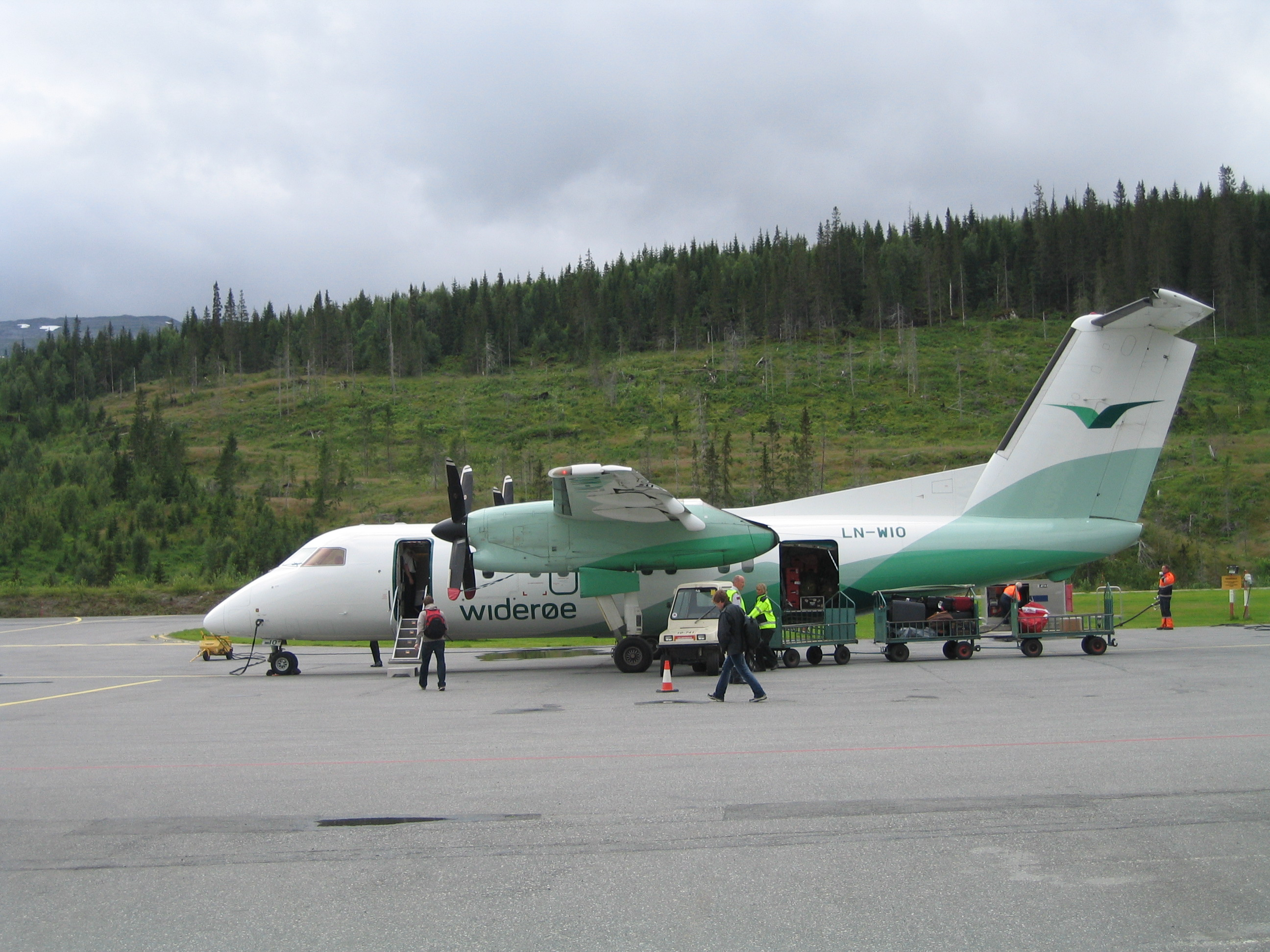
Widerøe flyger 22 Dash 8-100

Widerøe är ett norskt flygbolag. Bolaget trafikerar främst inrikeslinjer i Norge, men har även några utrikeslinjer till Sverige, Danmark, Tyskland, Finland och Storbritannien. Bolaget flyger till många mindre flygplatser i Norge, ofta med korta, vindutsatta och svåra landningsbanor. I januari 2017 hade bolaget 43 turbopropflygplan från tillverkaren de Havilland Canada, en flotta speciellt lämpad för de mindre flygplatserna dit andra flygbolag inte flyger.
Bolaget bildades 19 februari 1934 av Viggo Widerøe och fyra goda vänner. Som bas för verksamheten använde man Ingierstrand utanför Oslo. Under de första åren fram till andra världskrigets utbrott bestod verksamheten av taxi-, ambulans- och fotoflygning samt flygutbildning.
Efter andra världskrigets slut återupptogs verksamheten med passagerarflygningar och i början av 1950-talet bedrev man ett stort linjenät med sjöflygplan i Nordnorge. Efterhand som de norska städerna byggde flygplatser övergick man till landbaserat flyg med Twin Otter.
I maj 2013 presenterade SAS att man sålde Widerøe för ett belopp om 2 miljarder kronor till en investerargrupp bestående av Torghatten ASA, Fjord1 AS och Nordland Fylkeskommune.  De sålde i sin tur Widerøe till Norwegian Air Shuttle i january 2024.
I april 2018 levererades Widerøes första jetplan någonsin, en Embraer E190-E2. Widerøe fick äran att ta emot det första planet i världen av denna typ. Beställningen var på totalt 3 st plan av denna typ.

## Destinationer
Widerøe flyger mestadels inrikes i Norge men även till Sverige, Danmark, Tyskland och Storbritannien.

## Flotta
I juni 2023 bestod Widerøes flotta av följande flygplan:

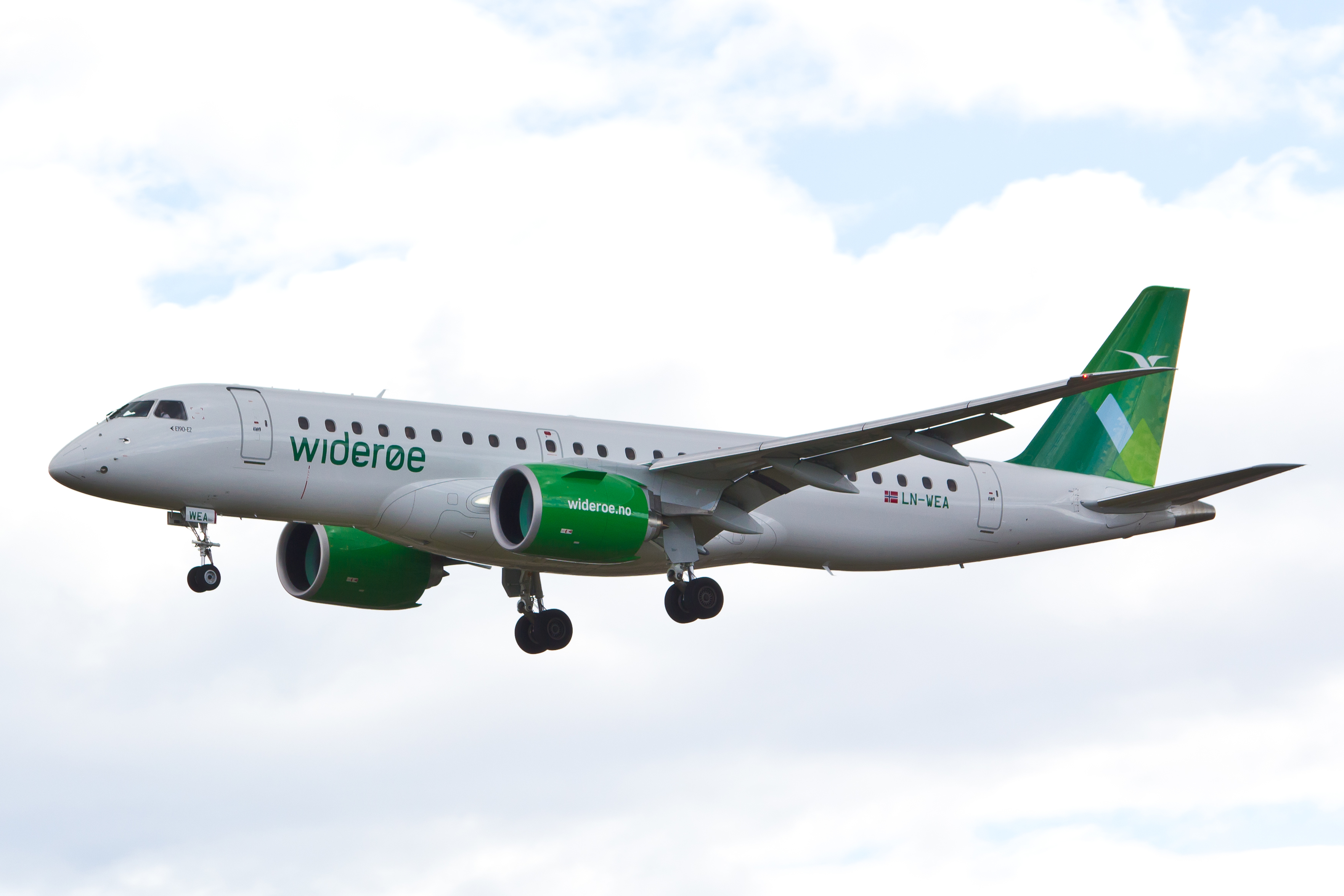
Widerøes Embraer E190-E2

| Flygplan               | Antal | Order | Passagerare | Noteringar |
| ---------------------- | ----- | ----- | ----------- | ---------- |
| Bombardier Dash 8-100  | 23    |       | 39          |            |
| Bombardier Dash 8-Q200 | 3     |       | 39          |            |
| Bombardier Dash 8-300  | 4     |       | 50          |            |
| Bombardier Dash 8 Q400 | 14    | 3     | 78          |            |
| Embraer E190-E2        | 3     |       | 114         |            |
| Totalt                 | 43    | 3     |             |            |